# Марко Перин
Марко Перин (Невесиње, 13. август 1897 — Сарајево, 13. децембар 1914) је био српски и југословенски револуционар, члан Младе Босне и учесник Сарајевског атентата на аустроугарског надвојводу Франца Фердинанда.
Рођен је 13. августа 1897. године у Невесињу, у српској православној породици од оца Јакова Перина. У тренутку Сарајевског атентата, био је ученик шестог разреда гимназије у Сарајеву. Суђено му је у Сарајевском процесу због тога што није пријавио Гаврила Принципа и Трифка Грабежа, иако је знао да припремају атентат на надвојводу Франца Фердинанда.

На суђењу се изјаснио као југословенски националиста и потврдио да се залаже најпре за културну, а потом и политичку интеграцију Јужних Словена. Осуђен је на три године робије. У затвору је написао стихове који су се касније приписивали Принципу:
И гробови наши Бечом ће се борит

По дворовима шетат и плашит господу.

А гробови наши Европи ће зборит

Југословен мора добити слободу.
Умро је 13. децембра 1914. године у војној болници у Сарајеву. Сахрањен је у Капели видовданских јунака у Сарајеву.